# Eizō Tsuda
Eizō Tsuda (津田 英三 Tsuda Eizou) es un seiyū japonés nacido el 17 de marzo de 1948 en la Prefectura de Saitama. Ha participado en animaciones como Arslan Senki, Hikaru no Go, Muv-Luv Alternative: Total Eclipse y Mobile Suit Gundam: The Origin, entre otras. Está afiliado a Haikyo.

## Roles Interpretados

### Series de Anime
1983
- Akū Daisakusen Srungle como Zashinsasu (ep 35).

1995
- Tobe! Isami como Karakuri Tengu.

2001
- Hikaru no Go como Tōya Kōyō.

2002
- Naruto como Hiashi Hyūga.

2003
- Kaleido Star como Kevin Hamilton.

2004
- Hi no Tori como Susanoo.

2006
- Ergo Proxy como el Teniente Omacatl (ep 8).

2007
- Jyūshin Enbu como Eiretsu (ep 4).
- Naruto: Shippūden como Hiashi Hyūga.

2008
- Golgo 13 como Arnold Glaston (ep 20).
- Nodame Cantabile Paris-hen como Simon.

2012
- Mōretsu Uchū Kaizoku como Robert Dolittle.
- Muv-Luv Alternative: Total Eclipse como Frank Heinemann.

2013
- High School DxD New como Valper Galilei (eps 4-5).
- Strike the Blood como Christoph Gardos.
- Suisei no Gargantia como Flange.

2014
- Grisaia no Kajitsu como Michiaki Sakaki (ep 6).
- Shirogane no Ishi Argevollen como Nakatsukasa Genshō.

2015
- Arslan Senki como Vafleez.
- Shimoneta to Iu Gainen ga Sonzai Shinai Taikutsu na Sekai como Keisuke Onigashira.

2016
- Active Raid como Kaidō (ep 2).

2017
- Kujira no Kora wa Sajō ni Utau como Hakuji.

2019
- Dungeon ni Deai o Motomeru no wa Machigatteiru Darō ka como Caam.

### Especiales de TV
2002
- Hikaru no Go: New Year Special como Tōya Kōyō.

2015
- Arslan Senki: Dakkan no Yaiba como Vafleez.

### OVAs
2005
- Kaleido Star: La leyenda del Fénix, La Historia de Layla Hamilton como Kevin Hamilton.

2015
- Mobile Suit Gundam: The Origin como Zeon Zum Deikun.

### Películas
- The Last: Naruto the Movie como Hiashi Hyūga.

### Videojuegos
- Genji: Dawn of the Samurai como el Narrador.
- Jeanne d'Arc como Jacques d'Arc.
- Muv-Luv Alternative: Total Eclipse como Frank Heinemann.
- Naruto: Ultimate Ninja 3 como Hiashi Hyūga.
- Naruto Shippūden: Ultimate Ninja 4 como Hiashi Hyūga.

### Doblaje
- Forrest Gump como John Lennon.
- Los Simpson: la película como Fat Tony.
- Rugrats Go Wild como Chaz Finster.
- Teamo Supremo como el Gobernador Kevin.
- The Rugrats Movie como Chaz Finster.